# Jesús Adín Valencia
Jesús Adín Valencia (Colima, 23 de diciembre de 1979) es un poeta y narrador mexicano.

## Biografía
Nacido en Colima, Colima, en 1979, obtuvo una licenciatura en letras y periodismo por la Universidad de Colima (UCOL).
Durante su carrera se ha desempeñado como asesor de comunicación en diversas instituciones, articulista en periódicos locales y profesor de español para extranjeros en la UCOL. En 2017 formó parte de una exposición colectiva de poesía visual en el Niu: espai artístic contemporani de Barcelona.
Es autor de varios de libros de poesía y parte de su obra ha aparecido en múltiples antologías y revistas nacionales e internacionales; entre sus publicaciones destacadas se encuentran: Una llama extrema de jirones (2015), Copa de nada (2016), y Bitácora de la mortalidad: escrita a destiempo por el Dr. Tletl (2017).

### Premios y reconocimientos
En 2018 obtuvo el primer lugar en la categoría de poesía, en el marco de los Juegos Florales de la Feria de Todos Santos 2018. Un año más tarde resultó ganador del segundo concurso de cuento breve de rock "Parménides García Saldaña". En 2021 fue seleccionado como uno de los 25 ganadores del Certamen de Ensayo Literario "Erradumbre", en honor a Luis Alberto Arellano, otorgado por Mantis Editores. Ese mismo año fue ganador de los Juegos Florales de Zapotlán el Grande.

## Publicaciones seleccionadas

### Antologías
- Salgado, Armando; Solórzano, José Agustín, eds. (2017). Parkour pop.ético (o cómo saltar las bardas hacia el poema). Ciudad de México: Secretaría de Educación Pública / Departamento Editorial de la Dirección General de Educación Pública.
- Sánchez, Ada Aurora (2019). Veintidos poetas de Colima: parota de sal, antologia. Colima, Col: Puertabierta Editores. ISBN 9786078640232.

### Poesía
- Adín Valencia, Jesús (2015). Una llama extrema de jirones. Colima, Colima: Secretaría de Cultura del Gobierno del Estado de Colima / Puertabierta Editores (Parota de Sal). ISBN 9786078286720.
- Adín Valencia, Jesús (2016). Copa de nada. Colima: Secretaría de Cultura del Gobierno del Estado de Colima / Puertabierta Editores.

### Novela
- Adín Valencia, Jesús (2017). Bitácora de la mortalidad : escrita a destiempo por el Dr. Tletl. Ciudad de México: Bubok. ISBN 9788468652801.